# Tản Hồng
Tản Hồng từng là một xã thuộc huyện Ba Vì, thành phố Hà Nội, Việt Nam. Đây là nơi sông Lô hợp lưu với sông Hồng.
Xã Tản Hồng có diện tích 8,82 km², dân số năm 1999 là 11398 người, mật độ dân số đạt 1292 người/km².
Ngày 1 tháng 1 năm 2025, Ủy ban Thường vụ Quốc hội hợp nhất 3 xã Châu Sơn, Phú Phương và Tản Hồng thành xã Phú Hồng.